# Cynthia Neville
Cynthia J Neville est une historienne canadienne, médiéviste et professeur d'histoire George Munro à l'Université Dalhousie à Halifax, en Nouvelle-Écosse.
Elle travaille sur l'histoire sociale, politique et culturelle de l'Écosse médiévale, de 1000 à 1500, en particulier l'histoire juridique, les interactions gaélique-normande et la seigneurie gaélique. Elle s'intéresse également à l'histoire juridique anglaise de 1250 à 1500. Neville travaille actuellement sur un projet concernant la grâce royale en Écosse de 1100 à 1603.

## Ouvrages
- Neville, Cynthia J. «Land, Law and People in Medieval Scotland». Édimbourg: Presse universitaire d'Édimbourg, 2010.
- Neville, Cynthia J. Native lordship in medieval Scotland : the earldoms of Strathearn and Lennox, c.1140-1365 Dublin : Four Courts Press, 2005. xv, 255 p. : Plans ; 24 cm. (ISBN 1-85182-890-7)
- Neville, Cynthia J. Violence, custom and law : the Anglo-Scottish border lands in the later Middle Ages. / Cynthia J. Neville. Edinbourg : Presse de l'Université d'Édimbourg, c1998. XIV, 226 p. ; 24 cm. (ISBN 0-7486-1073-1)